# Estação Duque de Caxias
Estação de Duque de Caxias é uma estação de trem localizada no município de Duque de Caxias, no Rio de Janeiro.

## História[1]
A 28 de fevereiro de 1884 quando ainda era Território de Nova Iguaçu, iniciou-se o trabalho para assentamento dos trilhos, o que levaria dois anos, até sua chegada em Meriti, em 23 de abril de 1886. Partindo da sua estação inicial em São Francisco Xavier, seguia em direção às outras: Triagem, Bonsucesso, Penha e Meriti. Os outros pontos do percurso eram simples paradas: Benfica, Amorim, Ramos, Olaria, Brás de Pina, Cordovil e Vigário Geral. Antes de 1897, quatro trens trafegavam diariamente, na única linha que até então existia, com desvios: em Bonsucesso, Penha e na Parada de Lucas. Em Meriti, as obras da construção da ferrovia exigiram extensos aterros, dificultando a drenagem de uma região pantanosa, onde florescia a taboa, fonte de renda de uma população escassa que se limitava a extraí-la para confecção de esteira e lenha para fabricação de carvão, transportando-os para a capital, aproveitando o deslocamento rápido da nova ferrovia. Os trabalhos continuaram com a extensão da ferrovia até o entroncamento da sua linha em Vila Inhomerim, principal tronco para a subida da serra em conjunto com a Companhia Estrada de Ferro Príncipe do Grão Pará, que partia do Porto de Mauá até sua chegada em Petrópolis. Em 1911, já funcionavam as estações de Gramacho, São Bento, Campos Elísios, Primavera, Saracuruna e Parada Angélica. O nome de Merity continuava denominando a estação local, apesar da população passar a chamar-lhe Duque de Caxias, por haver sido descoberto esta região, o local de nascimento do herói nacional, localizado na fazenda São Paulo, bairro da Taquara, e seu novo nome ter sido oficializado. Liderado pelo Dr. Manoel Reis, influente político em Iguassú ( Nova Iguaçu), município ao qual pertencia Merity, foi feito em 1932 um abaixo-assinado ao então interventor do estado Dr. Plínio Casado, pedindo a troca das tabuletas da antiga estação. O Correio de Iguassú, vanguardeiro das grandes causas, assim registrou o evento no dia 22 de maio de 1932. 'Apesar de oficializada a nova designação, o nome de Merity continuava no alto da Estação local, causando a mais justa estranheza'. Procurando corrigir essa verdadeira anomalia, o Sr. Jayme Fischer Gambôa entrou em entendimento com os diretores da Companhia, não lhe sendo difícil conseguir aquiescência imediata para a mudança da referida tabuleta. O jubilo do povo 'Ao meio-dia de domingo, chegava a Caxias o Sr. Interventor do município, ali aguardado pelos Srs. Horacio Soares, muito digno inspetor geral do tráfego da Leopoldina Railway, o Sr. Jaime Fischer Gambôa, representando o Dr. Manoel Reis, muitas senhoras, e senhoritas, representantes do povo e pessoas gradas'. Uma girândola de morteiros atroou ao ar à chegada do Dr. Arruda, fazendo ouvir a banda de música caxiense. Ao ser descoberta a nova tabuleta com o nome de Caxias, tomou a palavra o Sr. Jayme Fischer Gambôa, que produziu o seguinte discurso, sendo aplaudidíssimo: 'Meus senhores: Reunidos nesta pequena festividade, os habitantes de Caxias vêm prestar seu preito de gratidão à Companhia Leopoldina, pela maneira gentil porque atendeu a solicitação para mudança da antiga denominação de nossa estação. Não somos dos que não cultuam o respeito às tradições, e se solicitamos a mudança que hoje se efetiva, não tivemos em mira diminuir o passado desta localidade, porém prestar uma homenagem a um grande vulto de nossa história e bem assim conseguirmos a harmonia entre a denominação dada pelos poderes públicos e o conhecimento pelo povo do novo nome de nossa ex-Merity'. Após a inauguração das tabuletas, os convidados dirigiram-se para o Cartório do Sr. Jayme Fischer Gambôa onde foram servidos chopp e sanduíches. Fizeram ainda uso da palavra o capitalista residente em Caxias e um acadêmico de quem não soubemos o nome. Ambos demoraram-se em justos elogios à administração do Dr. Arruda Negreiros, detalhando as suas principais obras. Também a figura sugestiva do Sr. Jayme, a quem se devia a vitória daquele dia, mereceu os mais entusiásticos encômios por parte dos oradores. As guirlandas Caxias engalanou-se como nunca. Bandeirinhas multicoloridas drapejavam por todos os recantos, numa alegria de algumas aves ensaiarem o voo para as alturas azuladas e distantes. Eram já as últimas horas da tarde quando os convidados se retiraram, depois de renovados abraços ao valoroso Jayme por mais aquele triunfo que vinha de alcançar de dedicado amigo de Caxias (Guilherme Peres, pesquisador e membro do IPAHB).
A Estação de Duque de Caxias ainda hoje funciona para os trens suburbanos. Em 1970, foi inaugurado o prédio da nova estação, juntamente com o trecho eletrificado entre as estações da Penha e de Duque de Caxias.
Até a década de 1980, a estação também funcionou como parada do Trem Cacique, um trem noturno de passageiros de longo percurso da Rede Ferroviária Federal (RFFSA), que seguia pela Estrada de Ferro Leopoldina, indo da capital fluminense às cidades de Campos dos Goytacazes (até 1984) e Cachoeiro de Itapemirim (até 1980), no estado do Espírito Santo.

### Plataforma
- 1A Sentido Saracuruna/Gramacho
- 1B Sentido Central do Brasil